# Hylyphantes geniculatus
Espèce
Hylyphantes geniculatus est une espèce d'araignées aranéomorphes de la famille des Linyphiidae.

## Distribution
Cette espèce est endémique du Shaanxi en Chine,.  Elle se rencontre dans le Xian de Liuba dans la préfecture de Hanzhong.

## Description
Le mâle holotype mesure 2,49 mm.

## Publication originale
- Tu & Li, 2003 : A review of the spider genus Hylyphantes (Araneae: Linyphiidae) from China. Raffles Bulletin of Zoology, vol. 51, no 2, p. 209-214 (texte intégral).